# 大江戸漫遊記
大江戸漫遊記（おおえどまんゆうき）は、ファーストから発売されたパチスロ機（5号機）。同社のパチスロ新規参入第1弾。液晶画面も搭載している。

## 概要
同機の小冊子には、「5号機に足りなかったのは笑劇でした」と書かれている。「見てこうもん」（←小冊子では一部伏字）演出の内容や悪役の顔があまり怖くないなど、内容がふざけた感じだが笑える台である。
ホール登場は2006年だが、2007年のパチスロ4号機の大幅撤去で新たに導入されるホールが増えた。同機もそのひとつ。「爺パネル」バージョンも発売されている。
元は水戸黄門の漫遊記。通常画面でのお供は佐々木助三郎（介三郎、助さん）と渥美格之進（格さん）ではなく、遊女と小僧である。
演出として液晶による小役の告知もあり、このとき何かのキャラクターが出てくれば発展する（直接ここに来る場合もある）。告知ランプも搭載しており、リール横のちょうちんが光ればボーナス確定である。

## スペック
通常時は3枚がけまたは1枚がけでプレイする。3枚の場合の有効ラインは5ライン、1枚の場合は1ライン（中段のみ）となっている。ボーナス中は1枚がけのみとなる。
- ボーナス
  - レッドボーナス（右が赤7） - 435枚を超える払出しで終了。
  - ブルーボーナス（右が青7） - 75枚を超える払出しで終了。
  - ブラックボーナス （右が黒7）- 4回の入賞または12ゲームで終了。

レッドボーナス以外は払い出し枚数が少ないが、そのかわり設定1でも合成確率は非常に高い。
なお、ボーナスゲーム中は中段ラインのみ有効となるが、このときフリー打ちをするとスイカを取りこぼす可能性がある。